# Cultura dos Estados Unidos

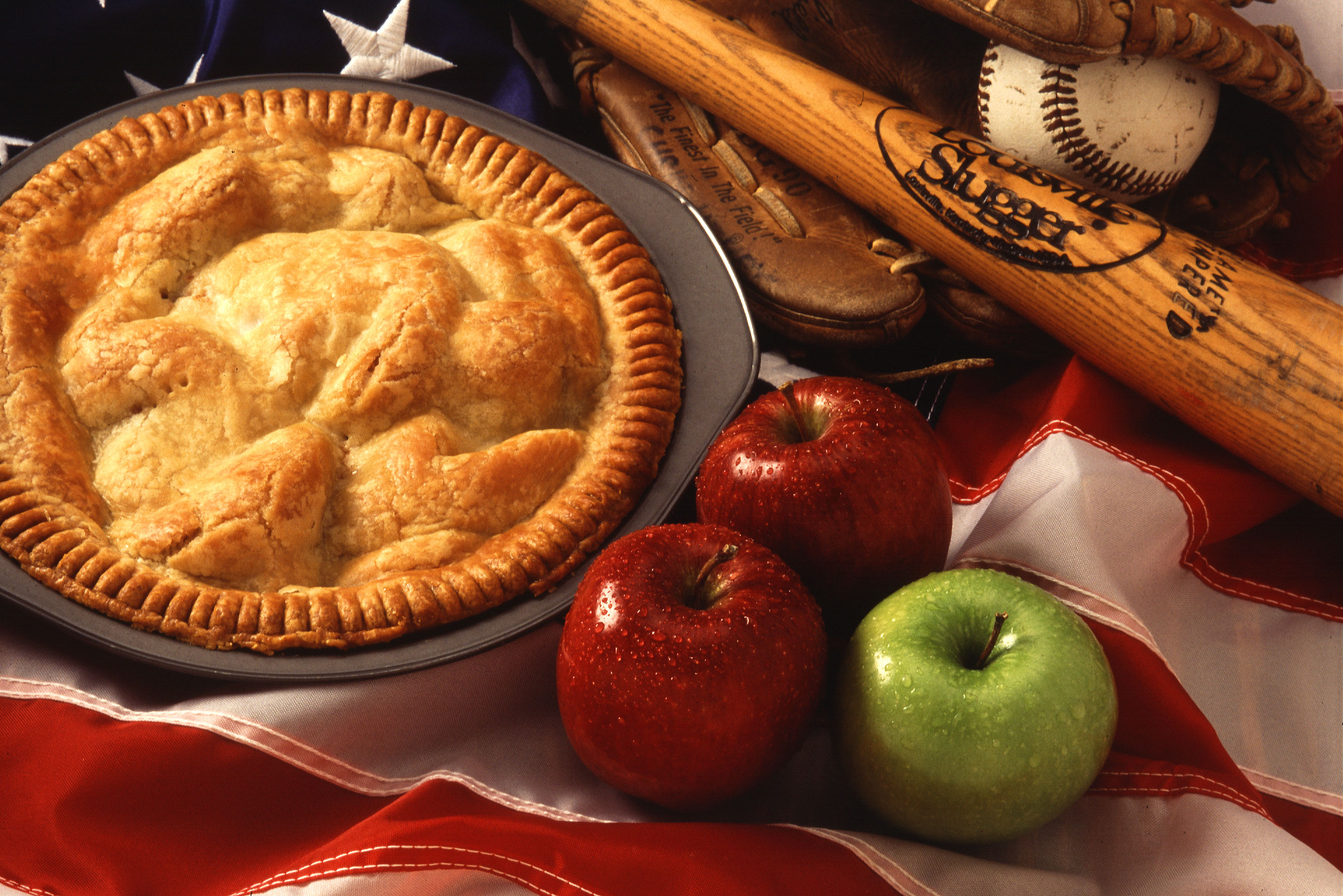
Ícones culturais americanos: torta de maçã, baseball, e a bandeira dos Estados Unidos.

Os Estados Unidos é uma nação multicultural, lar de uma grande variedade de grupos étnicos, tradições e valores. Com exceção das já pequenas populações nativas americanas e nativas do Havaí, quase todos os americanos ou os seus antepassados emigraram nos últimos cinco séculos. A sua cultura é exercida em comum pela maioria dos americanos é a cultura ocidental em grande parte derivada das tradições de imigrantes europeus, com influências de muitas outras fontes, tais como as tradições trazidas pelos escravos da África. A imigração mais recente da Ásia e especialmente da América Latina adicionou uma mistura cultural que tem sido descrita tanto como homogeneizada quanto heterogênea, já que os imigrantes e seus descendentes mantêm especificidades culturais.
De acordo com a análise de dimensões culturais de Geert Hofstede, os Estados Unidos têm maior pontuação de individualismo do que qualquer país estudado. Apesar da cultura dominante de que os Estados Unidos sejam uma sociedade sem classes, estudiosos indicam diferenças significativas entre as classes sociais do país, que afetam a socialização, linguagem e valores. A classe média e profissional estadunidense iniciou muitas tendências sociais contemporâneas como o feminismo moderno, o ambientalismo e o multiculturalismo. A autoimagem dos estadunidenses, dos pontos de vista social e de expectativas culturais, é relacionada com as suas profissões em um grau de proximidade incomum. Embora os americanos tendam a valorizar muito a realização sócio-econômica, ser parte da classe média ou normal é geralmente visto como um atributo positivo. Embora o sonho americano, ou a percepção de que os americanos gozam de uma elevada mobilidade social, desempenhe um papel fundamental na atração de imigrantes, alguns analistas acreditam que os Estados Unidos têm menos mobilidade social que a Europa Ocidental e o Canadá.
As mulheres na sua maioria trabalham fora de casa e recebem a maioria dos diplomas de bacharel. Em 2007, 58% dos estadunidenses com dezoito anos ou mais eram casados, 6% eram viúvos, 10% eram divorciados e 25% nunca haviam sido casados. O casamento entre pessoas do mesmo sexo é um tema controverso no país. Alguns estados permitem uniões civis, em vez do casamento. Desde 2003, vários estados têm permitido o casamento entre homossexuais, como resultado de ação judicial ou legislativa, enquanto os eleitores em mais de uma dezena de Estados proibiram a prática através de referendos.

## Variações Regionais
As regiões culturais semi-distintas dos Estados Unidos incluem a Nova Inglaterra, os estados do Médio Atlântico, o sul dos Estados Unidos, o meio-oeste dos Estados Unidos e o oeste dos Estados Unidos - uma área que pode ser subdividida com base na cultura local: os Estados do Pacífico e os Estados Montanhosos.
O jornalista e escritor Colin Woodard, em seu livro American Nations (2011), alega a existência de onze culturas regionais na América do Norte, com base nas características culturais dos colonos originais dessas regiões. De acordo com Woodard, essas regiões atravessariam e desconsiderariam fronteiras formais dos estados ou mesmo do país. Essas culturas seriam:
- Ianques - Os ianques compreende a Nova Inglaterra, grande parte do estado de Nova Iorque e grande parte do centro-oeste industrial, se espalhando por Míchigan, Wisconsin e Minesota. Áreas que foram inicialmente colonizadas pelos puritanos ingleses de East Anglia e seus descendentes. É caracterizado pelo forte senso comunitário, valorização da educação, da participação do cidadão no governo e a assimilação de forasteiros.
- Nova Holanda - compreende a área metropolitana da Cidade de Nova Iorque - abrangendo a própria cidade, bem como o norte de Nova Jersey e parte de Coneticute. A área foi colonizada pelos holandeses antes destes terem sido expulsos pelos ingleses. A região herdou a cultura capitalista, cosmopolita e tolerante implantada pelos holandeses em Nova York. Hoje, a região é um centro para o comércio global.
- Midlands - Assentada por quacres ingleses e galeses e mais tarde por imigrantes alemães após a independência, é conhecida pelo pacifismo e pela não intromissão em assuntos alheios. Ela abrange a Pensilvânia, Ohio, Iowa, Cansas, Nebrasca, o norte de Indiana, o norte de IIlinóis, o norte de Missouri e o sul de Nova Jersey. É uma cultura étnicamente diversa e pacifista.
- Tidewater - Construído pela pequena nobreza inglesa na área dos atuais estados de Marilândia, Virgínia e Carolina do Norte. É onde se localiza a capital federal, Washington, DC. Teve seu início na era colonial como uma sociedade com resquícios feudais da metrópole inglesa e que adotou a escravidão de afro-americanos. É uma cultura aristocrática que valoriza a autoridade e a tradição.
- Apalaches- Colonizada por  britânicos vindos da Irlanda, da Escócia e do norte da Inglaterra, a região dos Apalaches engloba partes de Kentucky, Tenessi, Virgínia Ocidental, Arcansas, Oklahoma, sul do Missouri, sul de Indiana, sul de Illinois e norte do Texas. É a região mais belicista dos Estados Unidos, com uma forte "cultura guerreira", herdada dos colonos irlandeses e escoceses.
- Sul Profundo - Estabelecido por escravocratas ingleses vindos das colônias inglesas no Caribe, foi estabelecida como uma sociedade escravocrata ao estilo das Índias Ocidentais durante a era colonial. Inclui Alabama, Mississípi, Geórgia, Carolina do Sul, norte da Flórida e leste do Texas. Tem uma estrutura social muito rígida e historicamente se opôs ao Norte na Guerra Civil Americana e implantou políticas segregacionistas contra os afro-americanos.
- El Norte - Composto pela região fronteiriça mexicano-americana, é "um lugar à parte" do resto dos Estados Unidos. Tem partes do Texas, Arizona, Novo México e Califórnia. Num contexto mais amplo, levando se em conta toda a América do Norte e não só os Estados Unidos, também se inclui o México principalmente os estados mais ao norte deste país. Dominada pela cultura hispânica, a região valoriza a independência, a auto-suficiência e o trabalho duro acima de tudo.
- Costa Oeste - Colonizada pelos ianques da Nova Inglaterra, herdou deles o espírito comunitário. Ele engloba o litoral da Califórnia, Óregon e Washington.
- O Oeste Bravio- O oeste conservador, incluindo Idaho, Montana, Wyoming, Utá, Dakota do Norte, Dakota do Sul, Colorado, Nevada, norte do Arizona, norte do Novo México, partes do Kansas e do Nebrasca, interior de Washington, Óregon e Califórnia. Foi a última região a ser colonizada, sendo comum na cultura americana obras de arte (filmes, pinturas, músicas) que buscam retratar o período histórico do início de sua ocupação.
- Nova França - Nos Estados Unidos ela está focada em Nova Orleans, na Luisiana, já em um contexto mais amplo, levando se em conta toda a América do Norte, também inclui o Canadá, principalmente a província de Québec. Como o próprio nome já diz a região foi colonizada pelos franceses.
- Primeiras Nações- Composto de nativos americanos, os membros das Primeiras Nações desfrutam de soberania tribal em reservas indígenas nos Estados Unidos. Em um contexto mais amplo, levando se em conta toda a América do Norte, grande parte de seu território também está no norte do Canadá e no Alasca, ocupando o clima mais hostil e o território mais vasto do continente norte-americano.

Também de acordo com Collin Woodard o sul da Flórida fez parte do Caribe Espanhol, uma área colonial espanhola marítima com uma impressionante história própria e uma cultura distinta do El Norte; O Havaí (que se juntou aos Estados Unidos após a Segunda Guerra Mundial) faz parte da região cultural da Grande Polinésia.

## Esporte

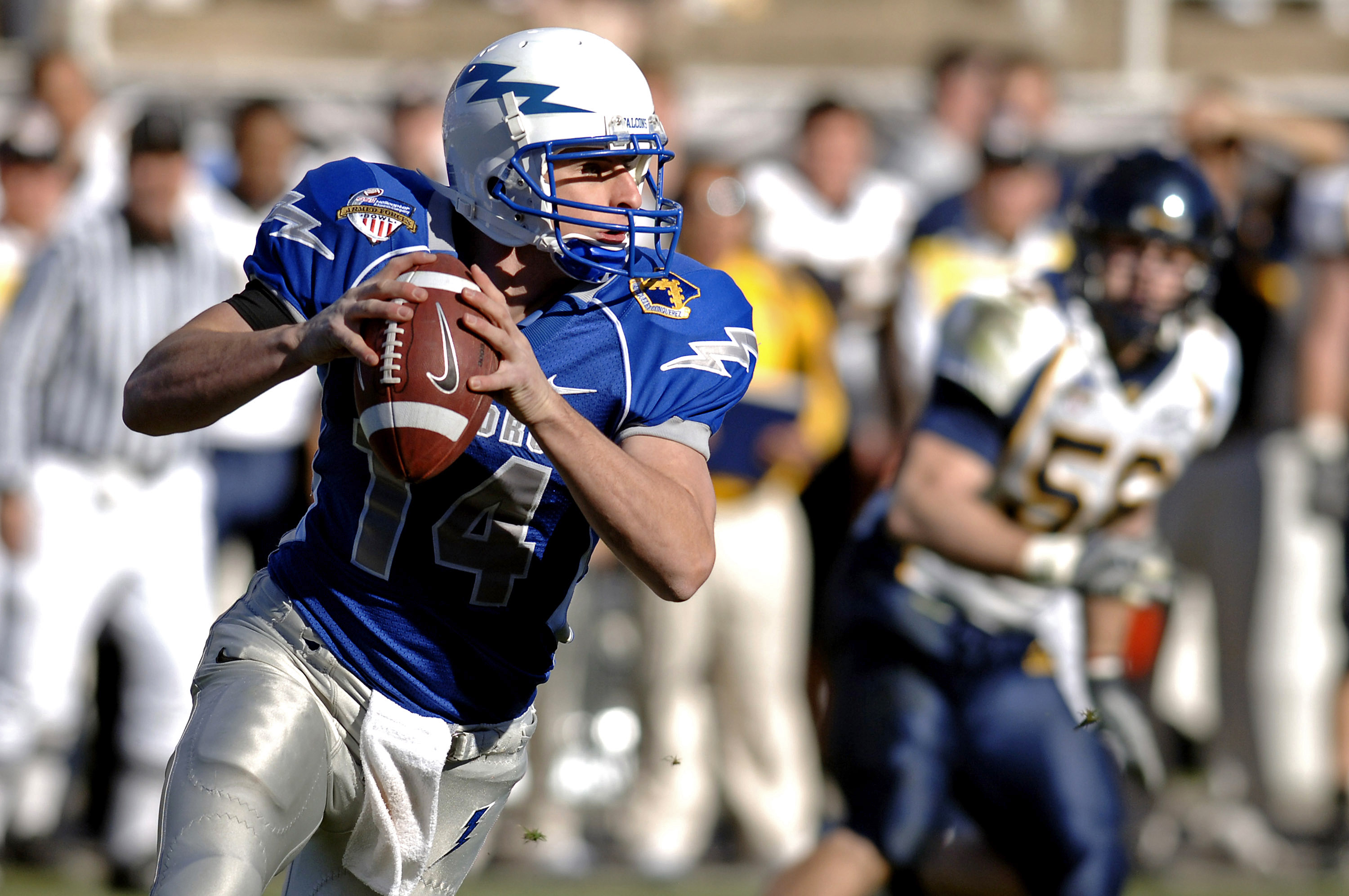
O futebol americano é o esporte mais popular do país.

Desde finais do século XIX, o beisebol é considerado como o esporte nacional, enquanto o futebol americano, o hóquei no gelo e o basquete são outros três grandes esportes de equipes profissionais. As ligas universitárias também atraem grandes audiências. O futebol americano é o esporte mais popular no país. O boxe e a corrida de cavalo foram uma vez os esportes individuais mais vistos, mas foram substituídos pelo golfe e o automobilismo. O futebol vem crescendo de popularidade desde a criação da MLS. O futebol e outros esportes do exterior também são populares and college (NCAA) levels.
A maioria dos esportes mais importantes do país evoluíram com formas práticas europeias, como o basquete, o voleibol, a animação e o snowboarding são esportes criados dentro do território nacional. O lacrosse e o surfe surgiram de povos ameríndios e nativos do Havaí. O Comitê Olímpico dos Estados Unidos organizou, em 1904, os jogos olímpicos de verão, em St. Louis, Missouri; os jogos de Los Angeles em 1932 e 1984 e mais recentemente os jogos de Atlanta em 1996. Em 2004, os Estados Unidos conseguiram um total de 103 medalhas, das quais 35 eram de ouro. O país conquistou, ao total, 2301 medalhas em Jogos Olímpicos de Verão, onde é o país que mais venceu, e 216 nos Jogos Olímpicos de Inverno, onde é o segundo país no ranking total, atrás apenas da Noruega.

## Culinária

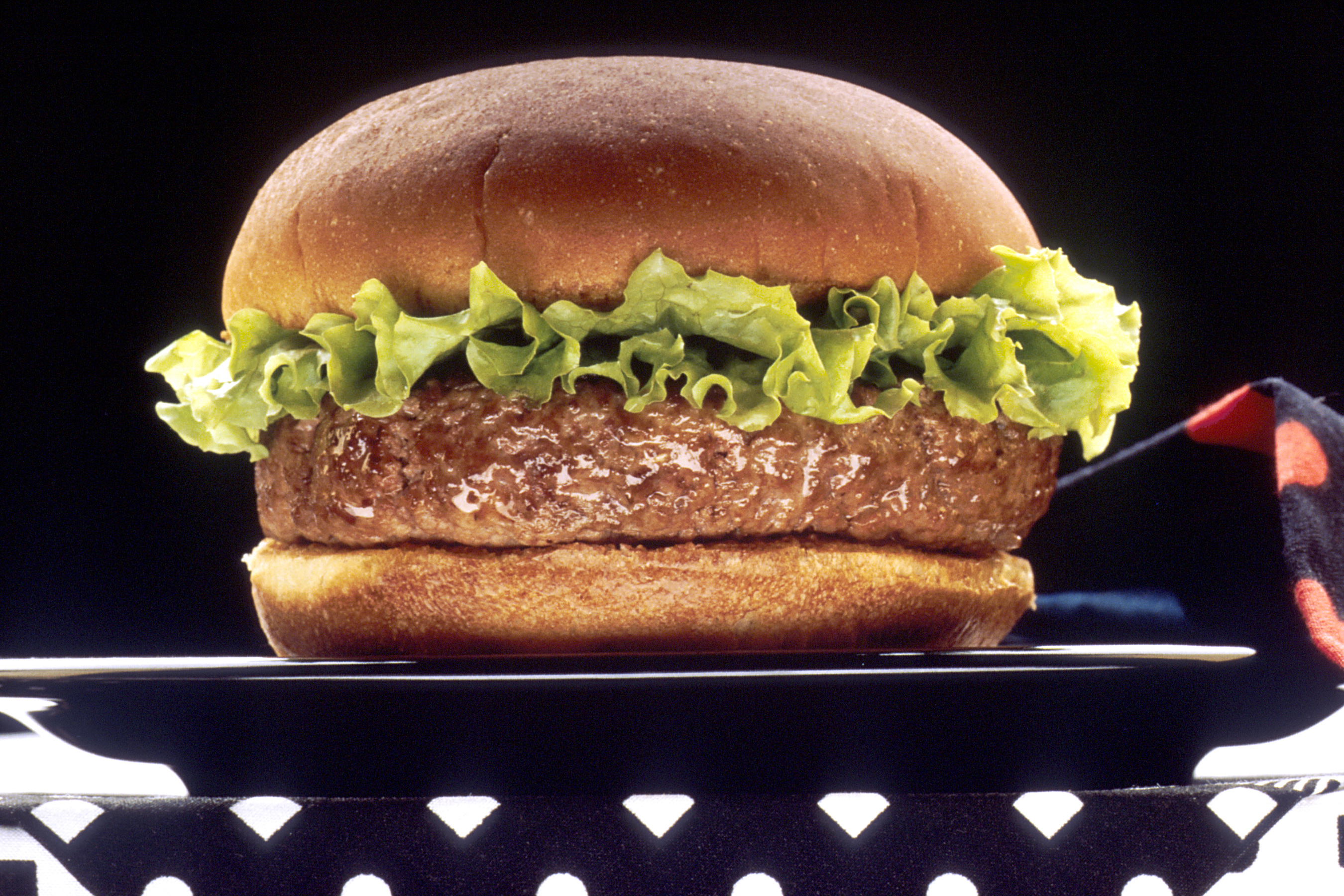
O hambúrguer é um tipo de comida muito comum nos Estados Unidos.

As principais artes culinárias estadunidenses são semelhantes às de outros países ocidentais. Alimentos comuns do café da manhã (ou pequeno almoço) norte-americanos são ovos batidos, bacon, panquecas, cereais e pães com pasta de amendoim, acompanhados com café ou suco, na maioria das vezes, de laranja. O almoço do norte-americano é leve - as razões são o pouco tempo disponível para almoço para os trabalhadores e estudantes. Um almoço pode ser simples ao ponto de ser constituído de apenas um único sanduíche, e só. O jantar é para a maioria das famílias norte-americanas o principal prato do dia.
Os Estados Unidos são o maior consumidor de café do mundo. Muitos norte-americanos tomam café logo pela manhã, e vários tomam café durante o trabalho. Além disso, o Estados Unidos também é o maior consumidor de refrigerantes do mundo.
Os Estados Unidos são famosos mundialmente pelas suas redes de fast-foods. Os norte-americanos almoçam muitas vezes em fast-foods, justamente por causa do pouco tempo disponível dos trabalhadores para almoço- bem por causa dos baixos preços dos produtos oferecidos. O trigo é o principal cereal. A cozinha tradicional estadunidense utiliza ingredientes como peru, veado, carne de cervo de rabo branco, batata, batata doce, milho, abóbora e xarope de bordo, alimentos utilizados pelos povos nativos americanos e pelos colonizadores europeus. Carne de porco lentamente cozida e churrasco de carne, crabcakes, batata frita e cookies de chocolate são pratos distintamente estadunidenses. A soul food, desenvolvida por escravos africanos, é popular em todo o Sul e entre muitos afro-americanos em todo o país. O sincretismo, como o presente nas culinárias crioula da Louisiana, Cajun e Tex-Mex, é regionalmente importante.
Pratos característicos como a torta de maçã, frango frito, pizza, hambúrgueres e cachorros-quentes decorrem das receitas de diversos imigrantes. Batatas fritas, pratos mexicanos como tacos e burritos e pratos de massas livremente adotados a partir de fontes italianas são amplamente consumidos. Estadunidenses geralmente preferem café a chá. O marketing feito por indústrias do país é largamente responsável pela onipresença de suco de laranja e leite no café da manhã. Durante os anos 1980 e 1990, a ingestão calórica dos estadunidenses aumentou 24%; as frequentes refeições de fast food estão associadas com o que as autoridades de saúde chamam a "epidemia de obesidade" nos Estados Unidos. Refrigerantes adoçados são amplamente populares; bebidas adoçadas são responsáveis por 9% da ingestão calórica do estadunidense médio.

## Mídia

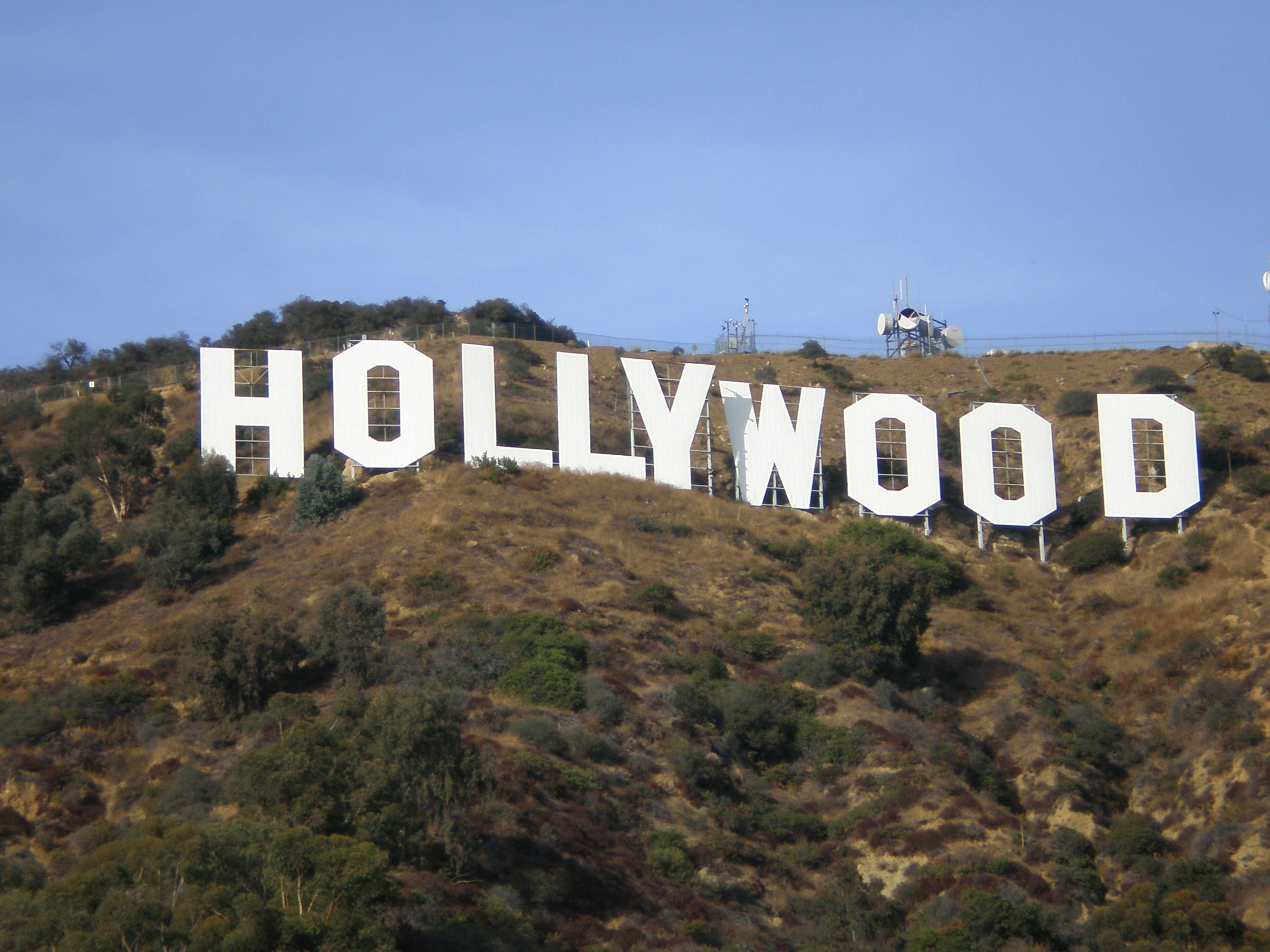
O Sinal de Hollywood, símbolo do cinema americano.

A primeira exposição comercial de filme do mundo foi feita em Nova Iorque em 1894, usando o cinetoscópio de Thomas Edison. No ano seguinte foi feita a primeira exibição comercial de um filme projetado, também em Nova York, e os Estados Unidos estavam na vanguarda do desenvolvimento do cinema sonoro nas décadas seguintes. Desde o início do século XX, a indústria cinematográfica estadunidense tem sido largamente sediada nos arredores de Hollywood, na Califórnia. O diretor D. W. Griffith foi central para o desenvolvimento da gramática cinematográfica, e o filme Cidadão Kane (1941) de Orson Welles é frequentemente citado como o melhor filme de todos os tempos. Atores cinematográficos estadunidenses como John Wayne e Marilyn Monroe se tornaram figuras icónicas, enquanto o produtor/empresário Walt Disney foi um líder em filmes animados e de merchandising. Os grandes estúdios cinematográficos de Hollywood têm produzido os filmes de maior sucesso comercial da história, como Star Wars (1977) e Titanic (1997), e os produtos de Hollywood hoje dominam a indústria cinematográfica mundial.
Os estadunidenses são os maiores espectadores de televisão do mundo, e o tempo médio de visualização continua a aumentar, chegando a cinco horas por dia em 2006. As quatro grandes redes de televisão do país são todas entidades comerciais. Estadunidenses ouvem programas de rádio, também largamente comercializado, em média, pouco mais de duas horas e meia por dia. Além de portais e motores de busca, os sites mais populares no país são o Facebook, YouTube, Wikipédia, Blogger, eBay, Google e Craigslist.
Os estilos rítmicos e vocais da música negra estadunidense influenciaram profundamente a música estadunidense em geral, distinguindo-a das tradições europeias. Elementos da música folclórica, como o blues e o que é agora conhecido como old-time music, foram aprovadas e transformadas em gêneros populares com público global. O jazz foi desenvolvido por artistas inovadores, tais como Louis Armstrong e Duke Ellington no início do século XX. A música country foi desenvolvida na década de 1920, e o rhythm and blues na década de 1940. Elvis Presley e Chuck Berry foram um dos pioneiros do rock and roll em meados dos anos 1950. Em 1960, Bob Dylan surgiu a partir do american folk music revival para se tornar um dos compositores mais célebres do país e James Brown liderou o desenvolvimento do funk. Mais recentes criações musicais estadunidenses incluem o rap e a house music. Astros pop estadunidenses como Elvis Presley, Michael Jackson, Madonna, Britney Spears, Beyoncé e Lady Gaga tornaram-se celebridades globais.

## Literatura, filosofia eartes

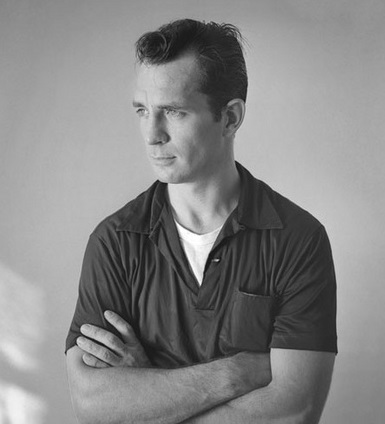
Jack Kerouac, uma das figuras mais conhecidas da Geração Beat, um grupo de escritores que se destacaram nos anos 1950.

No século XVIII e início do século XIX, a arte e a literatura estadunidense tinham a maioria das suas influências da Europa. Escritores como Nathaniel Hawthorne, Edgar Allan Poe e Henry David Thoreau estabeleceram uma voz literária estadunidense distinta em meados do século XIX. Mark Twain e o poeta Walt Whitman foram figuras importantes na segunda metade do século; Emily Dickinson, praticamente desconhecida durante sua vida, é agora reconhecida como uma poetisa estadunidense fundamental. Algumas obras são consideradas sínteses dos aspectos fundamentais da experiência nacionais e caráter, como Moby Dick (1851) de Herman Melville, As Aventuras de Huckleberry Finn (1885) de Mark Twain e The Great Gatsby (1925) de F. Scott Fitzgerald, obra apelidada de "Great American Novel".
Onze cidadãos estadunidenses ganharam o Prêmio Nobel de Literatura, mais recentemente, Toni Morrison, em 1993. Ernest Hemingway, Prêmio Nobel de 1954, é muitas vezes apontado como um dos escritores mais influentes do século XX. Gêneros literários populares, como a ficção ocidental e a Hard Boiled foram desenvolvidas nos Estados Unidos. Os escritores da Geração Beat abriram novas abordagens literárias, assim como os autores pós-modernos, tais como John Barth, Thomas Pynchon e Don DeLillo.
Os transcendentalistas, liderados por Thoreau e Ralph Waldo Emerson, estabeleceram o primeiro grande movimento filosófico estadunidense. Após a Guerra Civil, Charles Sanders Peirce e William James e John Dewey foram os líderes no desenvolvimento do pragmatismo. No século XX, o trabalho de W. V. O. Quine e Richard Rorty, construído em cima de Noam Chomsky, trouxe a filosofia analítica à frente dos acadêmicos estadunidenses. John Rawls e Robert Nozick levaram o renascimento da filosofia política.
Nas artes visuais, a Escola do Rio Hudson foi um movimento de meados do século XIX, na tradição do naturalismo europeu. O Armory Show de 1913, em Nova York, uma exposição de arte moderna europeia, chocou o público e transformou a cena artística estadunidense. Georgia O'Keeffe, Marsden Hartley e outras experiências com novos estilos, exibindo uma sensibilidade muito individualista. Importantes movimentos artísticos como o expressionismo abstrato de Jackson Pollock e Willem de Kooning e da arte pop de Andy Warhol e Roy Lichtenstein foram desenvolvidos em grande parte nos Estados Unidos. A maré do modernismo e pós-modernismo trouxe fama para arquitetos norte-americanos, como Frank Lloyd Wright, Philip Johnson e Frank Gehry.
Um dos primeiros promotores principais do teatro estadunidense foi o empresário P. T. Barnum, que começou um complexo de entretenimento em Manhattan em 1841. A equipe de Harrigan e Hart produziu uma série de comédias musicais populares em Nova York no final dos anos 1870. No século XX, a forma moderna de musicais surgiu na Broadway, as canções de compositores de teatro musical, como Irving Berlin, Cole Porter e Stephen Sondheim, tornaram-se padrões pop. O dramaturgo Eugene O'Neill ganhou o Prêmio Nobel de literatura em 1936. Outros dramaturgos estadunidenses aclamados incluem vários vencedores do Prêmio Pulitzer como Tennessee Williams, Edward Albee e August Wilson.
Apesar de largamente ignorado na época, o trabalho de Charles Ives na década de 1910 estabeleceu-o como o primeiro grande compositor estadunidense na tradição clássica; outros experimentalistas, tais como Henry Cowell e John Cage, criaram uma abordagem estadunidense de composição clássica. Aaron Copland e George Gershwin desenvolveram uma síntese única de música popular e clássica. As coreógrafas Isadora Duncan e Martha Graham ajudaram a criar a dança moderna, enquanto George Balanchine e Jerome Robbins eram líderes no balé do século XX. Os estadunidenses têm sido importantes no meio artístico da fotografia moderna, com grandes fotógrafos, incluindo Alfred Stieglitz, Edward Steichen e Ansel Adams. As tirinhas de jornais e os comics são inovações estadunidenses. Superman, o super-herói dos quadrinhos por excelência, tornou-se um ícone americano.
Os quadrinhos estadunidenses constituem uma das três grandes escolas de quadrinhos a nível global, juntamente com os mangás e franco-belgas.

## Feriados
| Data                                | Nome em português              | Nome local                  | Observações                                                                                         |
| ----------------------------------- | ------------------------------ | --------------------------- | --------------------------------------------------------------------------------------------------- |
| 1 de janeiro                        | Ano Novo                       | New Year's Day              | Início do novo ano civil                                                                            |
| Terceira segunda-feira de janeiro   | Dia de Martin Luther King, Jr. | Martin Luther King, Jr. Day | Em memória do líder cívico pelos direitos das minorias                                              |
| Terceira segunda-feira de fevereiro | Dia do Presidente              | Presidents' Day             | Em honra aos antigos Presidentes do país, em especial Washington e Lincoln                          |
| Última segunda-feira de maio        | Dia da Memória                 | Memorial Day                | Em honra aos que morreram em serviço da nação                                                       |
| 4 de julho                          | Dia da Independência           | Independence Day            | Celebra a declaração da independência                                                               |
| Primeira segunda-feira de setembro  | Dia do trabalho                | Labor Day                   | Feriado em homenagem aos trabalhadores da nação.                                                    |
| Segunda segunda-feira de outubro    | Dia de Colombo                 | Columbus Day                | Assinala a descoberta da América por Cristóvão Colombo                                              |
| 11 de novembro                      | Dia dos Veteranos              | Veteran's Day               | Tradicionalmente, às 11 horas da manhã observa-se um momento de silêncio pelos que lutaram pela paz |
| Quarta quinta-feira de novembro     | Ação de Graças                 | Thanksgiving                | Dia de agradecimento a Deus pelas Suas dádivas e bênçãos                                            |
| 25 de dezembro                      | Natal                          | Christmas                   | Nascimento de Jesus Cristo                                                                          |